# 潘金英
潘金英（Poon Kam Ying, Janny，1958年—），筆名金英（與其妹潘明珠共用）、竹思，籍貫廣東開平，香港兒童文學作家，香港兒童文藝協會會員，也是香港藝術發展局的文學評審委員。

## 簡歷
潘金英幼年生活於澳門，1963年因澳門經濟問題而移居香港，小學就讀光明學校及鮮魚行學校。中學畢業後進入羅富國教育學院（今香港教育大學，教育學院前身）及香港大學，任職中學教師，在業餘時期修畢東亞大學學士及碩士課程。

## 作品
- 散文：
  - 《雪中情》（與潘明珠合著）
  - 《童年》—《童食》(與潘明珠等, 47人合著)
- 小說：
  - 《濃淡之間》
  - 《神奇牛仔褲》
  - 《太空移民局》（與潘明珠合著）
  - 《寶貝學生》（與潘明珠合著）
  - 《女巫與天使》（與潘明珠合著）
- 童話：
  - 《香港無名獸》（與潘明珠合著）
  - 《噴泉的心願》（與潘明珠合著）

## 外部連結
- 潘氏姊妹博客 （页面存档备份，存于）

## 其他資料
- 《香港文學作家傳略》，劉以鬯主編
- 《香港兒童文學30家》，東瑞主編